# SV Lokomotive Aschersleben
Der SV Lokomotive Aschersleben ist ein in mehreren Sportarten aktiver Verein in der Stadt Aschersleben in Sachsen-Anhalt. 

## Porträt

### BSG Lokomotive
Nach dem Ende des Zweiten Weltkriegs wurden in der Sowjetischen Besatzungszone die bisherigen Vereinsstrukturen zerschlagen. Im Sportbereich entstanden daraufhin lose organisierte Sportgemeinschaften (SG), die zunächst nur lokal begrenzte Wettkämpfe austragen konnten. Eine solche Sportgemeinschaft wurde auch in der damaligen Kreisstadt Aschersleben gegründet, die ab 1948 von der Deutschen Reichsbahn finanziell und logistisch unterstützt wurde und von da an unter dem Namen SG Einheit Reichsbahn auftrat. Mit ihrer Fußballmannschaft stieg die SG 1949 in die Landesklasse Sachsen-Anhalt auf und belegte dort in der Nordstaffel der zweithöchsten Fußballspielklasse der DDR 1949/50 unter zwölf Mannschaften den achten Platz. 
Im März 1951 wurde die Sportgemeinschaft in eine Betriebssportgemeinschaft (BSG) umgewandelt, und das Bahnbetriebswerk Aschersleben wurde zum offiziellen Trägerbetrieb. Dachorganisation war die Sportvereinigung Lokomotive, und entsprechend nahm die BSG die Bezeichnung Lokomotive (Lok) Aschersleben an. Sie entwickelte zahlreiche Sportsektionen, deren Zahl auf dem Höhepunkt der BSG auf 17 Sportarten anstieg. Darunter befanden sich die Ballsportarten Fußball, Basketball, Handball, Hockey und Tischtennis aber auch Turnen, Schwimmen und Wasserball. 
Die erfolgreichsten Sportler waren die Synchronschwimmer, die ab 1969 zahlreiche DDR-Meisterschaften gewannen. Die meisten Titel gewann Christine Fickert, die im Solo, Duo und mit der Mannschaft 16 DDR-Meisterschaften gewann. Einen weiteren Meistertitel für Lok Aschersleben gab es 1971 bei den DDR-Einzelmeisterschaften im Kegeln der Frauen auf Bohle durch Hecht. Die Handballfrauen spielten in den 1970er Jahren in der zweitklassigen DDR-Handball-Liga. 
Lok Ascherslebens Fußballspieler stiegen 1951 in die viertklassige Bezirksklasse Sachsen-Anhalt/Halle ab, aus der sie 1953 in die Kreisliga absteigen mussten. Zwischen 1961 und 1975 war Lok Aschersleben bis auf die Saison 1970/71 (nach Abstieg) erneut in der Bezirksklasse vertreten. Es folgten fünf Spielzeiten wieder im Kreisbereich, und von 1979 an spielte die BSG Lok wieder in der Bezirksklasse. Die letzte Saison im DDR-Fußball-Ligensystem beendete die BSG Lok 1989/90 in der Bezirksklasse auf Platz sieben. 

### SV Lokomotive
Die politischen Wende von 1989/90 brachte gravierende wirtschaftliche Veränderungen in der DDR mit sich, denen auch das System der Betriebssportgemeinschaften zum Opfer fiel. Als die Deutsche Reichsbahn die BSG Lok Aschersleben nicht mehr unterstützte, gründeten BSG-Mitglieder 1990 den eingetragenen Verein Sportverein Lokomotive Aschersleben. Er führte zunächst in seinen Abteilungen die bisherigen Sportarten fort und hatte 1997 eine Mitgliederzahl von 1000 erreicht. 2006 schied die Handballabteilung aus dem Verein aus und gründete den eigenständigen HC Aschersleben. Ab 2013 unterhält der SV Lokomotive Frauenfußball-Mannschaften. 2016 war der Verein in den Wettkampfsportarten Fußball, Kegeln (Kreisoberliga), Leichtathletik, Tischtennis (Bezirksklasse) und Volleyball aktiv. Daneben wird Gymnastik, Schach, Schwimmen, Tauchen und Triathlon betrieben. Die erfolgreichste Abteilung stellten 2015 die Fußballspieler, deren 1. Männermannschaft 2012 in die siebtklassigen Landesliga Sachsen-Anhalt aufstiegen war. Die Frauenmannschaft erreichte 2015 den Aufstieg in die Regionalklasse. 

## Personen von besonderer Bedeutung
- Reinhard Gehlhaar, Jugendfußball bei BSG Lok, DDR-Oberligaspieler bei Fortschritt Meerane und SC Lok Leipzig
- Christine Fickert, 16-fache DDR-Meisterin im Synchronschwimmen